# Colysis insignis
Colysis insignis là một loài thực vật có mạch trong họ Polypodiaceae. Loài này được (Blume) J. Sm. miêu tả khoa học đầu tiên năm 1875.